# Eurybiade
Eurybiade (en grec ancien Εὐρυϐιάδης / Eurybiádês) est un général spartiate.

## Biographie
Il dirige, avec Thémistocle, la flotte grecque lors de la bataille de Salamine.
Il est effrayé en voyant l'importance numérique de la flotte de Xerxès Ier et songe à battre en retraite, sans doute aussi pour protéger sa patrie d'origine, le Péloponnèse. Nous savons qu'il a alors un violent accrochage verbal avec Thémistocle qui souhaite livrer bataille et que l'avis de celui-ci finit par l'emporter auprès des chefs de la flotte. Il s'emporta au point de lever sur lui le bâton : « Frappe, lui dit Thémistocle, mais écoute. ». Eurybiade livre alors bataille (septembre 480 av. J.-C.) remportant la bataille navale la plus célèbre de l'Antiquité. D'un avis contraire à Thémistocle, il dissuada les Grecs, après leur victoire, de couper la retraite aux troupes de Xerxès, en détruisant le pont que ce prince avait jeté sur l'Hellespont.

## Sources
- Hérodote, Histoires [détail des éditions] [lire en ligne] (VIII, 3)

Cet article comprend des extraits du Dictionnaire Bouillet. Il est possible de supprimer cette indication, si le texte reflète le savoir actuel sur ce thème, si les sources sont citées, s'il satisfait aux exigences linguistiques actuelles et s'il ne contient pas de propos qui vont à l'encontre des règles de neutralité de Wikipédia.